# Math (bóstwo celtyckie)
Math – bóg i mityczny władca Gwynedd, brat bóstwa Dôn. W jednej z legend z cyklu Mabinogion występuje jako wuj Gwyddona, obdarzony zdolnościami czarodziejskimi.